# Vogliamo vivere!
(Bronski nei panni di Adolf Hitler)
Vogliamo vivere! (To Be or Not to Be) è una commedia satirica statunitense del 1942 diretta da Ernst Lubitsch.
Pungente satira del nazismo, il titolo originale è riferito al presunto tradimento da parte di Maria Tura con un giovane aviatore polacco che va nel suo camerino tutte le volte che il marito Josef, nell'interpretare Amleto, inizia appunto il monologo "Essere o non essere...". Si tratta dell'ultima interpretazione di Carole Lombard, scomparsa al termine delle riprese in un incidente aereo a soli 33 anni.

## Trama
Alla vigilia dell'invasione tedesca della Polonia, una compagnia di attori di Varsavia sta portando in scena una versione dell'Amleto e una nuova commedia di satira sul nazismo, che viene però bloccata dalla censura. Della compagnia fanno parte Josef Tura e la bella moglie Maria, coppia di noti attori. Durante una rappresentazione dell'Amleto nell'agosto 1939 Maria conosce un ammiratore, il giovane e aitante pilota Sobinski, e i due cominciano a vedersi. Ogni sera il giovane ufficiale si alza all'inizio del famoso monologo per incontrare Maria.
Dopo lo scoppio della guerra il pilota va al fronte e poi raggiunge in Inghilterra la resistenza polacca. A Londra Sobinski conosce uno dei dirigenti della resistenza, il professor Siletsky, e, saputo da quest'ultimo del suo imminente viaggio a Varsavia per incontrarsi con i resistenti locali, gli affida un messaggio per Maria. Tuttavia, quando si accorge che il professore non conosce il nome della donna pur essendo famosissima, egli s'insospettisce e due giorni dopo riferisce il tutto ai suoi superiori, che concordano nel ritenere Siletsky un impostore. Sobinski parte così per la Polonia per avvertire la resistenza locale.
A Varsavia Siletsky incontra Maria e le porta il messaggio, offrendole di diventare una spia dei nazisti. Maria ne parla con il marito e Sobinski, e insieme concordano un piano per distruggere i pericolosi documenti in possesso del professore. Siletsky, con il pretesto di un incontro con il capo della Gestapo locale, il colonnello Ehrhardt, viene condotto nel teatro della compagnia, dove si accorge dell'inganno, ma viene ucciso.
Tura, truccato con la foggia di Siletsky, torna all'albergo dove egli alloggiava per distruggere la documentazione, ma viene fermato da un drappello di soldati e portato dal vero Ehrhardt. I due convengono d'incontrarsi il giorno dopo, ma il colonnello viene informato del ritrovamento del cadavere di Siletsky; quando Tura si presenta da lui mascherato da professore, Ehrhardt cerca d'incastrarlo. Tura, però, riesce a convincere il colonnello che il vero impostore è l'uomo ucciso.
Il giorno dopo Hitler arriva a Varsavia e viene organizzata una rappresentazione teatrale in suo onore. Grazie ad uno stratagemma la compagnia di Tura riesce a intrufolarsi nell'aereo del Führer e, sbarazzatisi dei piloti, lascia la Polonia, giungendo sino in Scozia. Qui gli attori vengono accolti da eroi e Tura viene premiato con l'onore di potere rappresentare l'Amleto a teatro. Per uno sberleffo del destino anche in quell'occasione, per lo stupore del protagonista, un giovane ufficiale in prima fila si alza all'inizio del famoso monologo.

## Riconoscimenti
Il film ha ricevuto una nomination ai Premi Oscar 1943 per la migliore colonna sonora.
Nel 1996 è stato scelto per la conservazione nel National Film Registry della Biblioteca del Congresso degli Stati Uniti, mentre nel 2000 l'American Film Institute l'ha inserito al 49º posto della classifica delle cento migliori commedie americane di tutti i tempi.

## Edizione restaurata e rimasterizzata
Dal 30 maggio 2013 è tornato nelle sale cinematografiche in Italia, in edizione restaurata e rimasterizzata, grazie alla Teodora Film.

## Remake
Il film fu rifatto nel 1983 con il titolo Essere o non essere da Alan Johnson, interpretato da Mel Brooks e da sua moglie Anne Bancroft.